# Gymnocarena lichtensteinii
Gymnocarena lichtensteinii är en tvåvingeart som först beskrevs av Christian Rudolph Wilhelm Wiedemann 1830.  Gymnocarena lichtensteinii ingår i släktet Gymnocarena och familjen borrflugor. Inga underarter finns listade i Catalogue of Life.